# Hobița, coloana și tractorul
Hobița, coloana și tractorul este un film românesc din 2006 regizat de Cornel Mihalache.

## Distribuție
Distribuția filmului este alcătuită din:
- Tănasie Lolescu